# Telamona concava
Telamona concava är en insektsart som beskrevs av Fitch. Telamona concava ingår i släktet Telamona och familjen hornstritar. Inga underarter finns listade i Catalogue of Life.